# Tetragnatha llavaca
Tetragnatha llavaca là một loài nhện trong họ Tetragnathidae.
Loài này thuộc chi Tetragnatha. Tetragnatha llavaca được miêu tả năm 1995 bởi Barrion & Litsinger.